# Dictyotremella novoguineensis
Dictyotremella novoguineensis — вид грибів, що належить до монотипового роду  Dictyotremella.

## Поширення
Знайдений в Папуа Новій Гвінеї.